# Løgstørsagen
Jens Arne Ørskov Mathiasen (født 3. juli 1980, død 14. juni 2002) var en 21-årig ung mand der døde på en rasteplads ved Løgstør i juni 2002. 
Det skete under politiets transport af Mathiasen efter en anholdelse. 
Anklagemyndigheden har valgt ikke at retsforfølge de to politifolk der havde Ørskov i varetægt. Sagen kaldes også Løgstørsagen i medierne.
Sagen har været genstand for to dokumentarprogrammer fra Danmarks Radio: Under anklage og Hævet over mistanke. 
Det første tv-program fik statsadvokaten i Aalborg, Elsemette Cassøe, til at ændre den mest sandsynlige dødsårsag fra hyperexitation til en "kombination af alkohol, cannabis, voldsom fysisk aktivitet og iltmangel forårsaget af hæmmet vejrtrækning på grund af lejring på maven".
Sagen er blevet sammenlignet med en sag fra Ballerup fra september 2010 hvor en voldsom anholdt mand mistede livet i politiets varetægt.

## Eksterne link
- DR Dokumentar, Hævet over mistanke Arkiveret 6. marts 2006 hos  Wayback Machine
- Leny Malacinski, "Døde måske af politi-vold (Webside ikke længere tilgængelig)", Ekstra Bladet, 19. juni 2002.
- Politiforbundet i Danmark, Løgstør-sag genoptages Arkiveret 28. september 2007 hos  Wayback Machine.